# Фістервілл (Пенсільванія)
Фістервілл (англ. Feasterville) — переписна місцевість (CDP) в США, в окрузі Бакс штату Пенсільванія. Населення — 3066 осіб (2020).

## Географія
Фістервілл розташований за координатами 40°9′14″ пн. ш. 74°59′30″ зх. д. / 40.15389° пн. ш. 74.99167° зх. д. (40.154001, -74.991563).  За даними Бюро перепису населення США в 2010 році переписна місцевість мала площу 1,67 км², уся площа — суходіл.

## Демографія
Згідно з переписом 2010 року, у переписній місцевості мешкали 3074 особи в 1284 домогосподарствах у складі 809 родин. Густота населення становила 1844 особи/км².  Було 1340 помешкань (804/км²).
Расовий склад населення:
| - 89,3 % — білих - 3,8 % — чорних або афроамериканців - 3,3 % — азіатів - 0,1 % — корінних американців - 1,8 % — осіб інших рас |

До двох чи більше рас належало 1,7 %. Частка іспаномовних становила 4,5 % від усіх жителів.
За віковим діапазоном населення розподілялося таким чином: 21,3 % — особи молодші 18 років, 67,2 % — особи у віці 18—64 років, 11,5 % — особи у віці 65 років та старші. Медіана віку мешканця становила 38,3 року. На 100 осіб жіночої статі у переписній місцевості припадало 99,2 чоловіків;  на 100 жінок у віці від 18 років та старших — 95,7 чоловіків також старших 18 років.
Середній дохід на одне домашнє господарство  становив 65 954 долари США (медіана — 54 665), а середній дохід на одну сім'ю — 73 690 доларів (медіана — 58 468). За межею бідності перебувало 12,1 % осіб, у тому числі 15,3 % дітей у віці до 18 років та 24,8 % осіб у віці 65 років та старших.
Цивільне працевлаштоване населення становило 1599 осіб. Основні галузі зайнятості: освіта, охорона здоров'я та соціальна допомога — 18,9 %, роздрібна торгівля — 15,0 %, мистецтво, розваги та відпочинок — 12,6 %, науковці, спеціалісти, менеджери — 11,6 %.